# Los Llanos de Temalhuacán
Los Llanos de Temalhuacán är en ort i Mexiko.   Den ligger i kommunen La Unión de Isidoro Montes de Oca och delstaten Guerrero, i den södra delen av landet, 300 km sydväst om huvudstaden Mexico City. Los Llanos de Temalhuacán ligger 42 meter över havet och antalet invånare är 889.
Terrängen runt Los Llanos de Temalhuacán är kuperad österut, men västerut är den platt. Havet är nära Los Llanos de Temalhuacán åt sydväst. Runt Los Llanos de Temalhuacán är det glesbefolkat, med 15 invånare per kvadratkilometer. Närmaste större samhälle är La Unión, 15,2 km nordväst om Los Llanos de Temalhuacán. I omgivningarna runt Los Llanos de Temalhuacán växer huvudsakligen savannskog.